# 加賀村
加賀村（かかむら）は、島根県八束郡にあった村。現在の松江市島根町加賀にあたる。

## 地理
- 海洋：日本海[1]
- 河川：澄水川[1]

## 歴史
- 1889年（明治22年）4月1日、町村制の施行により、島根郡加賀浦が単独で村制施行し、加賀村が発足[1][2]。
- 1896年（明治29年）4月1日、郡の統合により八束郡に所属[2]。
- 1920年（大正9年）電灯点灯[1]。
- 1956年（昭和31年）1月10日、八束郡野波村、大芦村と合併し島根村を新設して廃止された[1][2]。

### 地名の由来
『出雲国風土記』の次の記述による。支佐加比売命（きさかひめのみこと）が佐太大神を産むときに、暗い岩屋だといわれ、金の弓を岩屋に射ると明るく輝いた。これにより加加（かか）と名付けられ、神亀3年（726年）加賀に改められた。

## 産業
- 農業、漁業[1]。

## 交通

### 県道
- 島根県道21号松江島根線[1]

### 港湾
- 加賀漁港[1]

## 名所・旧跡・観光地
- 加賀の潜戸（名勝、天然記念物）[1]
- 加賀神社[1]